# El Gavial
El Gavial är en ort i Mexiko.   Den ligger i kommunen Tula och delstaten Tamaulipas, i den centrala delen av landet, 400 km norr om huvudstaden Mexico City. El Gavial ligger 1 199 meter över havet och antalet invånare är 126.
Terrängen runt El Gavial är kuperad. Runt El Gavial är det glesbefolkat, med 10 invånare per kvadratkilometer. Närmaste större samhälle är Santa Ana de Nahola, 13,7 km nordost om El Gavial. Omgivningarna runt El Gavial är i huvudsak ett öppet busklandskap.